# 바이오피드백

바이오피드백(bio feedback)은 의학, 심리학 등에서 심박계(HR meter)나 뇌파(brain wave)의 측정 등을 이용하여 정신 상태를 안정시키는 기법이다. 자발적으로 제어할 수 없는 생리 활동을 공학적으로 측정하여 지각이 가능한 정보로 생체에 전달하고 그것을 바탕으로 학습, 훈련을 되풀이한다. 주로 공포증, 심신증, 두통, 본태 고혈압 등의 치료에 쓰인다.

## 명상
명상은 신체의 긴장상태를 바른자세의 근육이완 또는 깊고 느린 호흡을 통해 직접적으로 흥분을 가라않히거나 심리적 안정감을 일으키는 방법에서 뇌파(brain wave)나 심박 변이도(heart rate variability)를 측정함으로써 바이오피드백의 반복적인 훈련을 강화하도록 할 수 있다.

## 같이 보기
- 체계적 둔감화
- EEG